# Religión étnica

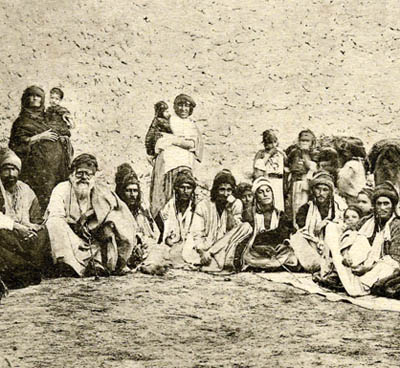
Los yazidíes kurdos son considerados una religión étnica

Una religión étnica es una religión que está directamente relacionada con un grupo étnico o geográfico y que, al ser practicada, genera una cultura y una identidad de pueblo o nación de todos los practicantes indistintamente de su país de procedencia. Se contraponen a una religión universal que es practicada por cualquier persona de cualquier identidad racial, cultural, nacional o étnica. 

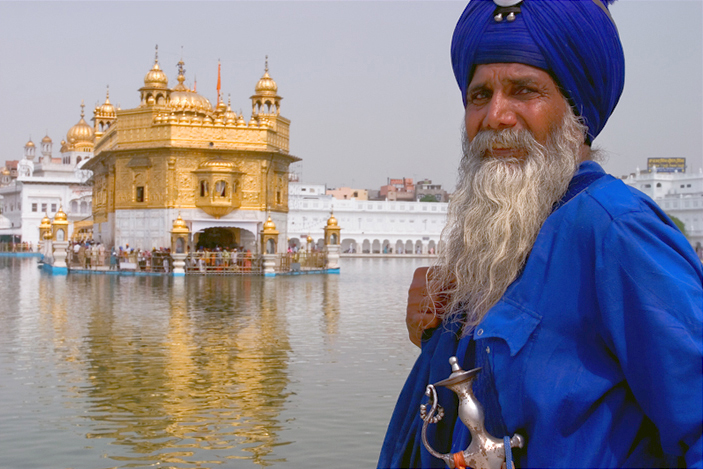
Los sijs representan un grupo etnorreligioso.

Ejemplos de religiones étnicas son el judaísmo, los drusos, el zoroastrismo, el paganismo nórdico,  el sijismo, la religión tradicional china, el yazidismo kurdo, el shinto japonés, las religiones afroamericanas y el chamanismo propio de los pueblos indígenas. 
Algunas características de las religiones étnicas son: 
- En algunos casos no aceptan conversiones o no están interesadas en ellas, ya que es necesario nacer dentro de determinado grupo étnico para pertenecer, como sucede con los drusos, los yazidis y ciertos tipos de hindúes ortodoxos.
- En otros casos, sí admiten conversiones, pero por regla general las religiones étnicas no son proselitistas y no predican su religión, e incluso definen parámetros muy específicos para determinar quién es un converso legítimo, como es el caso de los tribunales judiciales de Israel e India, que han establecido criterios judiciales para determinar quién clasifica como judío o hindú (respectivamente).
- Muy frecuentemente son la religión tradicional de un pueblo o nación específica, lo que no evita que coexistan con otras religiones "extranjeras", como sería el caso de la relación entre la religión tradicional china y el shinto japonés con el budismo, las religiones afroamericanas con el cristianismo y el yazidismo con el Islam.
- En muchos casos existe un concepto de pueblo o nación proporcionado al colectivo por la religión -más que por la etnia- en donde los practicantes pasan a formar parte de una nación, ya sean seguidores de nacimiento o conversos, como es el caso de la nación judía, la nación sij, la nación asatru, etc.

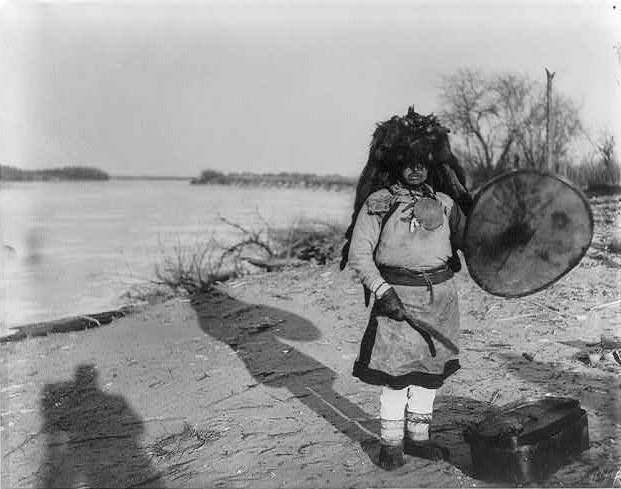
Chamán norteamericano (1897).

Históricamente, la mayoría de las religiones de la antigüedad eran étnicas, ya que el concepto de una religión universal (abierta a todos los pueblos) es relativamente tardío. Después de la conversión del emperador Asoka del Imperio Maurya de India al budismo, envió misioneros budistas a predicar la doctrina de Buda en todas las direcciones convirtiéndola en una de las religiones más difundidas y numerosas de Asia y el mundo. Similar ocurrió con la doctrina de Jesús, pues originalmente, los cristianos primitivos consideraban que para ser cristiano era necesario ser judío y que era una religión propia del pueblo judío. Fueron, en gran medida, las prédicas de San Pablo las que permitieron que el cristianismo se abriera a los gentiles. El Islam también se extendió entre muchos pueblos a partir de la conquista islámica. Sin embargo, este concepto de religiones internacionales no existía en la antigüedad, en donde cada pueblo tenía sus propios dioses. 
En 1998 se fundó el Congreso Mundial de Religiones Étnicas.